# Gassjön (Åseda socken, Småland)
Gassjön är en sjö i Uppvidinge kommun i Småland och ingår i Alsteråns huvudavrinningsområde. Sjön har en area på 0,17 kvadratkilometer och ligger 227 meter över havet. Vid provfiske har abborre, braxen, mört och sutare fångats i sjön.

## Delavrinningsområde
Gassjön ingår i det delavrinningsområde (633794-147429) som SMHI kallar för Utloppet av Kållen. Medelhöjden är 256 meter över havet och ytan är 61,94 kvadratkilometer. Det finns inga avrinningsområden uppströms utan avrinningsområdet är högsta punkten. Badebodaån som avvattnar avrinningsområdet har biflödesordning 2, vilket innebär att vattnet flödar genom totalt 2 vattendrag innan det når havet efter 113 kilometer. Avrinningsområdet består mestadels av skog (79 procent). Avrinningsområdet har 1,55 kvadratkilometer vattenytor vilket ger det en sjöprocent på 2,5 procent. Bebyggelsen i området täcker en yta av 2,64 kvadratkilometer eller 4 procent av avrinningsområdet.